# Lightning Point
Lightning Point (Alien Surf Girls en Estados Unidos) es una serie de televisión de Australia dirigida a los niños, preadolescentes y adolescentes. Fue filmada en 2011 en la localidad de Gold Coast (Australia) y producida por Jonathan M. Shiff Productions junto a Nickelodeon y Network Ten. En Estados Unidos fue estrenada el 29 de mayo de 2012 y en Australia el 22 de junio de 2012.

## Sinopsis
Zoey y Kiki son dos habitantes del planeta Lumina que quedan varadas en nuestro planeta. Las alienígenas le confían su secreto a Amber, una adolescente que trabaja como monitora infantil de surf.